# Сидір Орест Ярославович
Орест Ярославович Сидір (нар. 20 травня 1961) — український оперний співак (баритон), народний артист України.

## Життєпис
Народився у 1961 році на Старосамбірщині. Свою професійну музичну освіту розпочав студентом Самбірського культосвітнього училища по класу труби.
Після закінчення строкової служби в армії вступив до Дрогобицького педагогічного інституту на музично-педагогічний відділ. За рекомендацією педагога Олега Цигилика вступив до Львівської консерваторії на вокальний факультет (клас проф. Кушплера І. Ф.), який успішно закінчив у 1989 році.
З 1989 року — соліст оперної студії при Львівській державній консерваторії. З 1994 року — соліст Львівського оперного театру.
Орест Сидір працював на кафедрі хорового диригування з 1993 року, а у 2002 році почав працювати на посаді старшого викладача кафедри сольного співу Львівської національної музичної академії ім. М. В. Лисенка.
У складі трупи оперного театру гастролював країнами Європи, зокрема, у Німеччині, Австрії, Нідерландах, Польщі, Франції, Швейцарії.

## Партії
- Ріголетто — Д. Верді («Ріголетто»);
- Ренато — Д. Верді («Бал-маскарад»);
- Марсель — Д. Пуччіні («Богема»);
- Фігаро — Д. Россіні («Севільський цирульник»);
- Роберт — П. Чайковський («Іоланта»);
- Жорж Жермон, батько Альфреда — Д. Верді («Травіата»);
- Князь Орловський — Й. Штраус («Кажан»);
- Граф ді Луна — Д. Верді («Трубадур»);
- Поет, Авірон, Симеон — М. Скорик («Мойсей»);
- Амонасро — Д. Верді («Аїда»);
- Онєгін — П. Чайковський («Євгеній Онєгін»);
- Ібрагім — Д. Січинський («Роксолана»);
- Омар — А. Вахнянин («Купало»);
- Граф Омонай — Й. Штраус («Циганський барон»);
- Анджелотті — Д. Пуччіні («Тоска»);
- Ескамільйо — Ж. Бізе («Кармен»).

## Нагороди та відзнаки
- 1994: лауреат премії другого міжнародного конкурсу оперних співаків ім. Соломії Крушельницької[2].
- 2010: Заслужений артист України,
- 2020: Народний артист України — за значний особистий внесок у державне будівництво, соціально-економічний, науково-технічний, культурно-освітній розвиток України, вагомі трудові здобутки та високий професіоналізм[1].